# Daisuke Macui
Daisuke Macui (japonsko 松井 大輔), japonski nogometaš, * 11. maj 1981, Kjoto, Japonska.
Za japonsko reprezentanco je odigral 31 uradnih tekem in dosegel 1 gol.